# Paragnathia formica
Paragnathia formica es una especie de crustáceo isópodo de la familia Gnathiidae.

## Distribución geográfica
Se distribuye por el Atlántico nororiental, desde el mar del Norte hasta las costas de Marruecos.